# ZSM-5

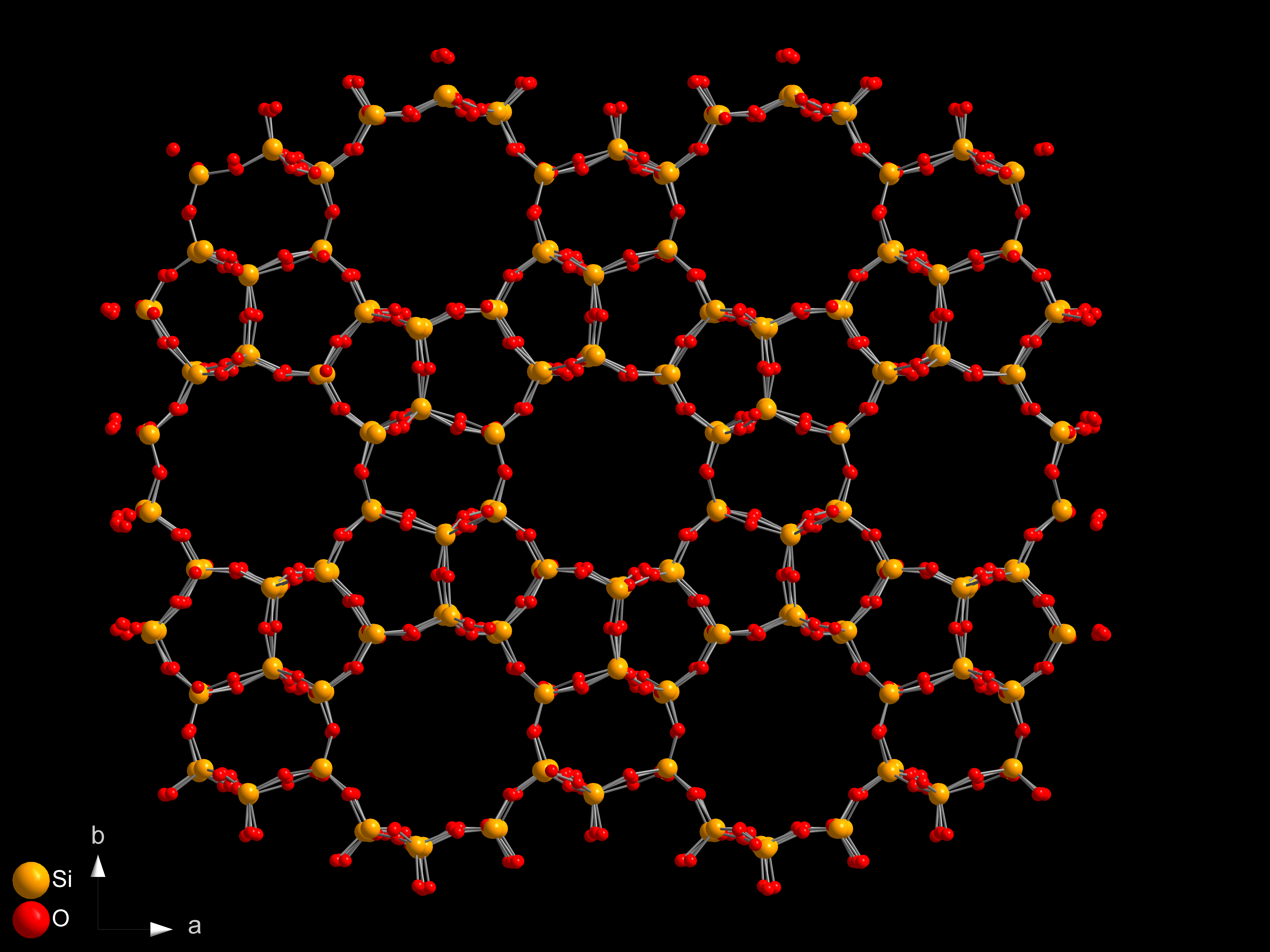
ZSM-5ゼオライトの化学構造。黄色い球がSi、赤い球がOを示す。10個の酸素原子からなる細孔が規則的正しく並んでいる。

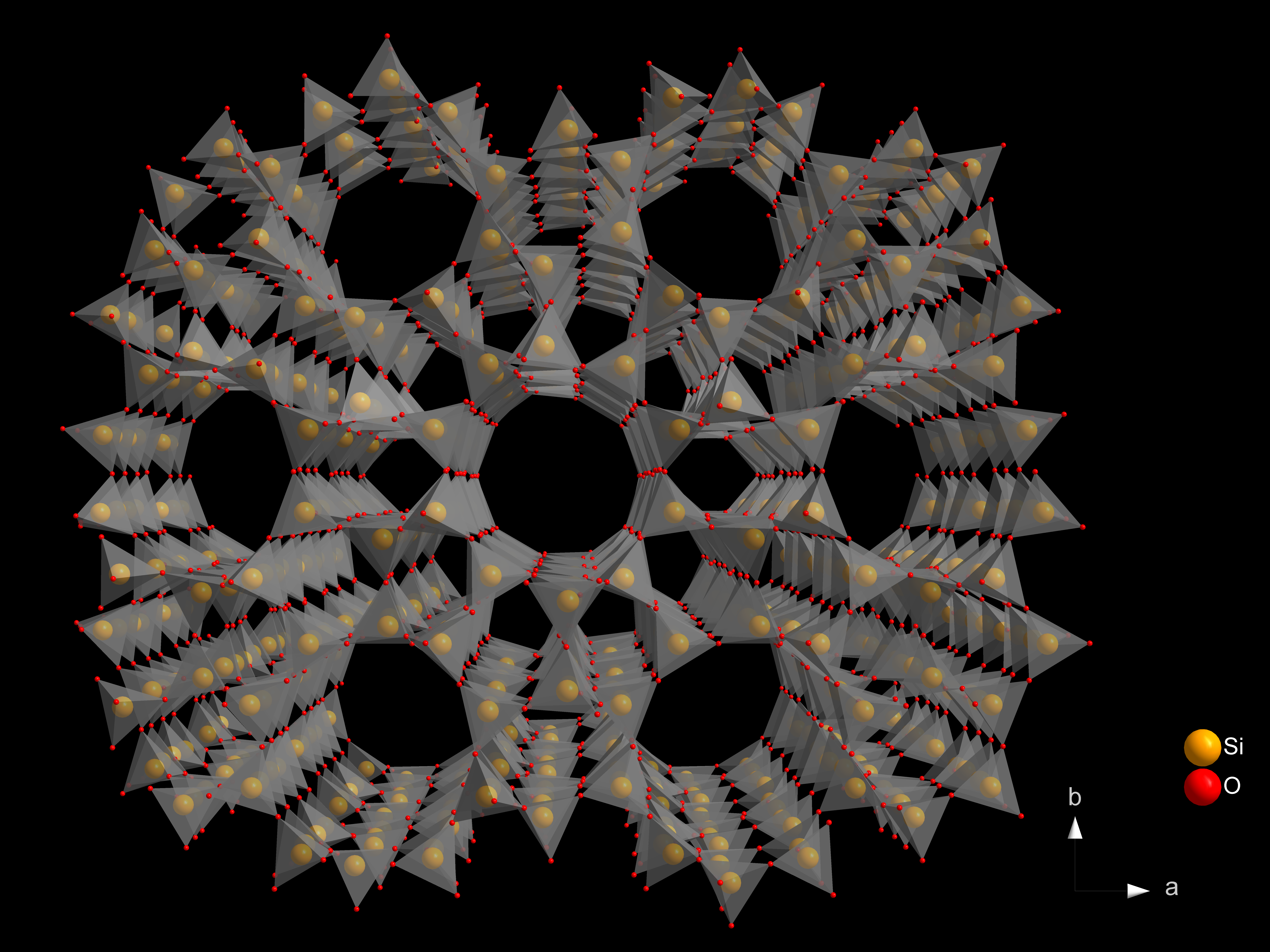
SiO_{2}四面体ユニットを明示して描いたZSM-5の骨格構造

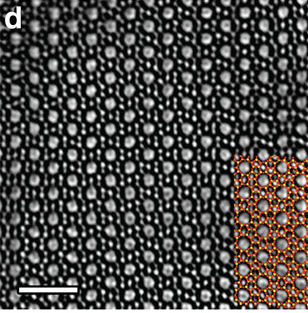
透過型電子顕微鏡 (TEM) によるMFI型ゼオライト構造の観察。

ZSM-5 (Zeolite Socony Mobil–5) はアルミノケイ酸塩のハイシリカゼオライトであり、骨格の構造コードはMFI (ZSM-5 (five)) である。酸素が5つからなる環状構造を多く含むことからペンタシル系ゼオライトに属する。単位格子の化学式はNanAlnSi96–nO192·16H2O (0<n<27)である。モービル社により1975年に報告され、石油化学産業において不均一系触媒として炭化水素のクラッキングや異性化反応などに幅広く用いられる。

## 構造

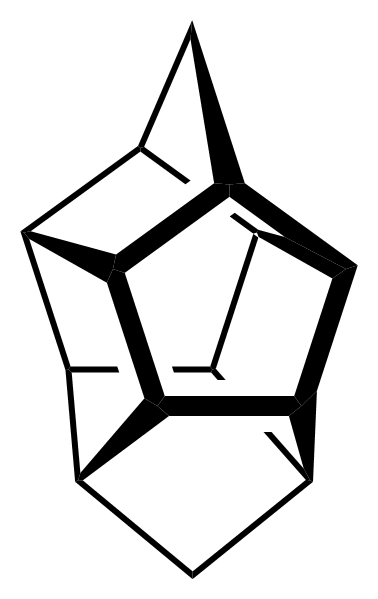
ZSM-5のペンタシルユニット

ZSM-5は図のようなペンタシルユニットが鎖状に連なったような骨格構造を有する。ペンタシルユニットは8つの5員環 (慣例で酸素原子の数でカウントする。ケイ素またはアルミニウムも含めると10員環) から構成される。環の頂点はアルミニウムまたはケイ素であり、各辺が酸素原子1つに相当する。連なったペンタシルユニットは10員環を形成し、これらがさらに酸素原子の橋渡しにより連なることで"直線状の10員環細孔とジグザグな10員環細孔"が形成する。こうして形成される細孔径はおよそ5.4–5.6 Åである。
ゼオライトの四面体 (Tetrahedron) 部分構造の中心をTサイトと呼ばれ、アルミノシリケートではSiまたはAlである。ZSM-5の骨格であるMFIトポロジーの場合、結晶の単位格子あたりTサイトは96種類存在する。また、Si/Al比は12以上であり、Alが含まないものも合成可能である。Alの負電荷を補償するための細孔内カチオンの数は骨格内Alの量によって変わる。結晶構造は高温では空間群Pnmaの直方晶であるが、低温では空間群P21/n.1.13 の単斜晶に相転移する。この転移温度はおよそ300から350 Kである。
ZSM-5ゼオライトは1969年にArgauerとLandoltにより初めて合成された。当時としては数少ない10員環細孔のみを有する中細孔ゼオライトであった。合成は3つの異なる溶液を調製することで行われる。一つ目はアルミン酸ナトリウムの水溶液で、過剰の塩基の存在下でAlは可溶なAl(OH)4−イオンを形成する。二つ目はテトラプロピルアンモニウム (n-Pr4N+) カチオンの溶液で、これは細孔のテンプレート (有機構造規定剤) になる役割がある。三つ目はシリカの溶液で、ゼオライト骨格の主たる成分となるものである。これらの溶液を混ぜることでZSM-5の過飽和溶液を調製し、加熱によりZSM-5が結晶化する。

## 合成
ZSM-5は合成ゼオライトであり、ZSM-11と強く関連している。今日では数多のZSM-5の合成法が知られているが、一般的なものは次のとおりである。
SiO2 + NaAlO2 + NaOH + N(CH2CH2CH3)4Br + H2O → ZSM-5 + analcime + alpha-quartz
ZSM-5は典型的にはテフロンの耐圧容器を用いて100～200 ℃の高温条件下で合成され、原料のシリカ/アルミナ比を変える事でさまざまな組成で結晶化する。
ArgauerとLandoltはOH−/SiO2 = 0.07–10, SiO2/Al2O3 = 5–100, H2O/SiO2 = 1–240の領域で合成検討を行い、この中でテトラプロピルアンモニウムが構造規定能を発現する時のみZSM-5が結晶化することが分かった。テトラプロピルアンモニウムのような単純な4級アンモニウム化合物はそれほど高価ではなく、有害でもなく易燃性でもないので工業的に比較的扱いやすい。また、n-Pr4N+は十分な化学的安定性および熱安定性を有しており、ゼオライト合成のアルカリ水熱条件下でもすぐには分解しない。

## 用途
ZSM-5は高いシリカ/アルミナ比を有する。交換カチオンの種類によってさまざまな用途に使われる。

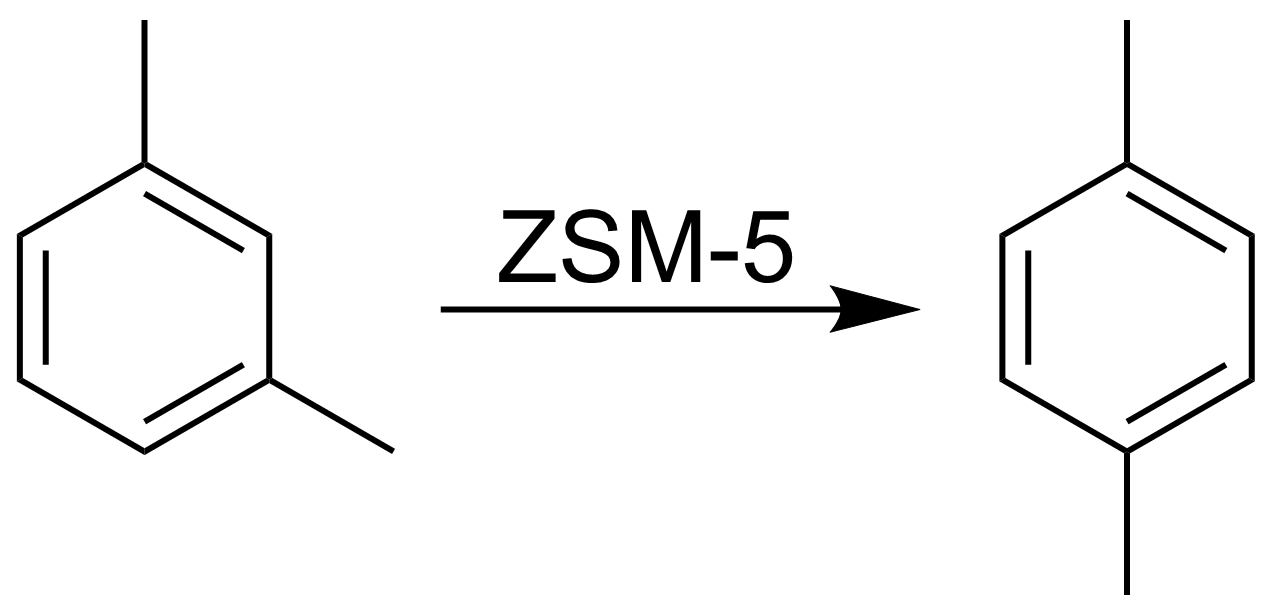
ZSM-5触媒を用いたm-キシレンからp-キシレンへの異性化反応

プロトン (H+) で交換されたZSM-5は高い酸性を示す。酸量はZSM-5骨格のAl量に比例変化する。ZSM-5特有の細孔構造と固体酸性により、炭化水素の異性化反応やアルキル化反応の酸触媒として用いられる。m-キシレンからp-キシレンの異性化が代表例である。ZSM-5の細孔内で、p-キシレンはm-キシレンに比べて高い拡散係数を有する。細孔内で反応が起こるとパラ体のほうが速く細孔の外まで拡散でき、このような形状選択性により高収率で異性化反応が進む。また、近年ではメタノールから直接ガソリンに変換する反応 (MTG反応) の触媒としても使われる。
ZSM-5は別の触媒の担体としても利用される。例えば、銅を担持したZSM-5に240から320 °Cのエタノール蒸気を吹き込むとアセトアルデヒドへの酸化触媒反応が進行する。これはエタノールの脱水素反応である。ZSM-5の細孔径と反応する分子のサイズがよく一致することが高効率の一因と考えられる。ほかのアルコールの酸化反応にも有用であり、また銅だけでなくクロムなどを共担持することで、より効率的に目的生成物を得られるようになる。酢酸は代表的な副生成物である。